# 8643 Quercus
A 8643 Quercus (ideiglenes jelöléssel 1988 SC) a Naprendszer kisbolygóövében található aszteroida. Eric Walter Elst fedezte fel 1988. szeptember 16-án.